# Mattia Battistini
 (août 2025).
Si vous disposez d'ouvrages ou d'articles de référence ou si vous connaissez des sites web de qualité traitant du thème abordé ici, merci de compléter l'article en donnant les références utiles à sa vérifiabilité et en les liant à la section « Notes et références ».
Pour les articles homonymes, voir Battistini.
Mattia Battistini, né à Rome (Italie) le 27 février 1856 et mort à Collebaccaro (commune de Contigliano, Italie) le 7 novembre 1928 , est un baryton d'opéra italien. Surnommé « la Gloria d'Italia », Battistini fut l'un des derniers représentants de la longue tradition du bel canto.
Franc maçon du Grand Orient d'Italie, il a joué avec les plus grands chefs d'orchestre du début du XXe siècle : Franco Faccio, Edoardo Mascheron, Rodolfo Ferrari, Vittorio Gui.
Il poursuit sa carrière jusqu'à l'âge de 70 ans (1927) grâce à une technique jugée prodigieuse et à une intelligence artistique enviable. Héritier incontesté de la vocalité « douce » d'Antonio Tamburini, Battistini adoucit les élans vocaux dérivés de Titta Ruffo en une élégance suave aux proportions chuchotantes.

## Biographie
Après ses études de droit, il se consacra au chant (classe de Wenceslao Persichini, également professeur de Titta Ruffo et de Giuseppe de Luca).

### Débuts
Battistini débute en décembre 1878 au Teatro Argentina de Rome dans La Favorite de Gaetano Donizetti où il joue Alfonso XI.
En mai 1879, il chante dans la première mondiale de L'assedio di Cesarea de Giuseppe Persiani au Teatro Marrucino de Chieti.
En mars 1881, le baryton incarne Enrico Ashton dans Lucia di Lammermoor. Cette même année, les portes des théâtres internationaux s'ouvrent le conduisant ainsi à de multiples tournées européennes. L'Espagne (Madrid et Barcelone) et Londres où il obtient un grand succès dans La Traviata. Puis Vienne où il joue Il trovatore, Paris et Budapest.
En 1884, à Turin, sous la direction de Franco Faccio, il rejoue Alfonso XI.
En 1885, au Teatro dell'Opera di Roma sous la baguette d'Edoardo Mascheroni, il joue Don Carlos dans Ernani, Enrico di Chevreuse dans Maria di Rohan, Renato dans Un ballo in maschera et Rigoletto dans l'opéra éponyme.
Le 7 juillet, il est fait maître maçon à la loge Universo de Rome, appartenant au Grand Orient d'Italie.

### De succès en succès
En 1892, aux côtés de Hariclea Darclée et de Gianni Rantzau, Battistini incarne Simon Boccanegra dans la première mondiale d'un opéra de Mascagni dirigé par Rodolfo Ferrari au Teatro La Pergola de Florence.
Devenu la vedette incontestée des productions d'opéras russes, il restera pendant 23 saisons consécutives auprès du tsar. En 1902, Battistini joue Werther à Saint-Petersbourg, rôle que le compositeur français lui adapte sur mesure (en raison de la tessiture initiale plus adaptée à un ténor).
En 1906, au Royal Opera House, il tient le rôle principal dans Eugène Onéguine aux cotés d'Emmy Destinn et de Marcel Journet.
En 1907, à Rome, sous la direction de Ferrari, il est Valentino dans Faust, Werther avec Gemma Bellincioni puis chante dans Thaïs avec Carmen Melis (l'opéra est redonné à Naples en 1908).

## Discographie
- Enregistrements de 1857 à 1929, Olympus Records (1961)